# 스벤예란 에릭손
스벤예란 에릭손(스웨덴어: Sven-Göran Eriksson, 스웨덴어 발음: [svɛnˈjœ̂ːran ˈêːrɪkˌsɔn] ( 듣기), 1948년 2월 5일~2024년 8월 26일) 또는 스베니스 에릭손(스웨덴어: Svennis Eriksson)은 스웨덴의 축구 감독이다. 코트디부아르 축구 국가대표팀을 맡다가 2010년 FIFA 월드컵 이후 사임하였다. 과거 스웨덴, 포르투갈, 이탈리아 등 3개국에서 리그 및 컵 더블을 기록한 유일한 감독이기도 하다. 에릭손은 두 번의 FIFA 월드컵(2002년, 2006년)에서 외국인 감독으로는 최초로 잉글랜드 축구 국가대표팀 감독을 맡았으나, 팀이 각각 16강전에서 브라질과 포르투갈에 패해 8강에서 탈락하자 사임하였다.
2007년부터 잉글랜드 프리미어리그의 맨체스터 시티 FC의 감독을 지냈으나 시즌이 끝난 뒤 물러났고, 2008년부터 2009년까지 멕시코 축구 국가대표팀을 이끌었으나 성적 부진으로 2010년 FIFA 월드컵 예선 도중 중도 하차하였다. 2010년 노츠 카운티 FC의 단장을 맡기도 하였으며 코트디부아르 축구 국가대표팀 감독으로 선임되어 2010년 FIFA 월드컵에 나오게 되었다. 하지만 팀이 월드컵 조별 예선에서 탈락하자, 월드컵이 끝난 뒤 사임하였다.
이후 잉글랜드 레스터 시티 FC 감독을 거치고 세르지우 파리아스 후임으로 광저우 푸리 감독에 선임되었지만 우호적인 협상을 통해 사임하였다. 이후 상하이 상강과 선전 FC를 거쳐 2019년 AFC 아시안컵 본선에 첫 출전하는 필리핀 축구 국가대표팀의 감독을 맡은 것을 마지막으로 일선에서 물러났다.
2024년 1월에 췌장암 말기 판정을 받아 시한부 선고를 받았고, 동년 8월 26일에 타계했다.

## 수상

#### Degerfors
- 스웨덴 5부: 1978

#### IFK 괴테보리
- 알스벤스칸: 1982
- 스벤스카 쿠펜: 1978–79, 1981–82
- UEFA컵: 1981–82

#### SL 벤피카
- 프리메라 디비상: 1982–83, 1983–84, 1990–91
- 타사 데 포르투갈: 1982–83
- 수페르타사: 1989
- 유로피언컵 준우승: 1989–90
- UEFA컵 준우승: 1982–83

#### AS 로마
- 코파 이탈리아: 1985–86

#### UC 삼프도리아
- 코파 이탈리아: 1993–94

#### SS 라치오
- 세리에 A: 1999-00
- 코파 이탈리아: 1997–98, 1999–00
- 수페르코파 이탈리아나: 1998, 2000
- UEFA컵 위너스컵: 1998-99
- UEFA 슈퍼컵: 1999
- UEFA컵 준우승: 1997-98

### 개인
- AIC 세리에 올해의 감독: 1999-00
- BBC 올해의 감독: 2001
- 프리미어리그 이 달의 감독: 07년 8월